# Варница (Арад)
Варница (рум. Varnița) насеље је у Румунији у округу Арад у општини Шиштаровац. Oпштина се налази на надморској висини од 289 m.

## Становништво
Према подацима из 2002. године у насељу је живело 6 становника, од којих су сви румунске националности.